# Đào Duy Dếnh
Đào Duy Dếnh (1920 - 1996) là nhà nghiên cứu văn hóa, Đảng viên Đảng Cộng sản Việt Nam, Bí thư Thành ủy Hà Nội, Phó Giám đốc Trường Đảng Nguyễn Ái Quốc.
Ông còn có tên là Đào Phan, sinh tại xã Trung Chính, huyện Nông Cống, tỉnh Thanh Hóa.

## Quá trình hoạt động cách mạng
Ông tham gia cách mạng từ sớm. Năm 1938, ông làm Trưởng ban cán sự Đảng tại TP Huế. Bị thực dân Pháp bắt giam, ông đã vượt ngục về công tác ở Thuận Hải.
Năm 1940, ông làm Bí thư Thành ủy Hà Nội, khi vừa tròn 20 tuổi. Năm 1942, ông bị thực dân Pháp đày đi Côn Đảo.
Sau Cách mạng Tháng Tám năm 1945, ông về đất liền và trở lại hoạt động ở Huế làm Đội trưởng Đội Tuyên truyền xung phong Việt Minh Trung Bộ, tập hợp những thanh niên trí thức đi đến tận những vùng rừng núi, những thôn xóm xa xôi hẻo lánh diễn thuyết, diễn văn nghệ tuyên truyền cho chính phủ, sau đó làm Trưởng ty Thông tin Thanh Hóa. Ông cũng đảm nhận chức vụ Phó Chủ tịch Liên đoàn Văn hóa Cứu quốc Thừa Thiên lâm thời 
Năm 1947, ông làm Chủ nhiệm báo Quân du kích, tiền thân của báo Quân đội nhân dân ngày nay.. Năm 1950 ông được bổ nhiệm Phó Giám đốc Nhà xuất bản Vệ quốc quân.
Sau đó ông chủ yếu làm công tác nghiên cứu. Quãng thời gian cuối đời, ông Đào Duy Dếnh hoàn thành ba công trình nghiên cứu về Chủ tịch Hồ Chí Minh, đó là: Hồ Chí Minh – Danh nhân văn hóa (315 trang); Hồ Chí Minh – Một nhân cách lớn (510 trang); Đạo Khổng trong văn Bác Hồ (375 trang). Đây là những tác phẩm có giá trị lớn phục vụ cho Hội thảo Danh nhân Văn hóa Hồ Chí Minh của tổ chức UNESCO 
Ông mất năm 1996 tại Hà nội.

## Gia đình
Ông là con cụ Bát Mợi, anh trai là nhà sử học Đào Duy Anh, nhà cách mạng Đào Duy Kỳ. Ông có con trai là Đào Phan Long, Chủ tịch Hội cổ vật Thăng Long.